# Oggiona con Santo Stefano
Oggiona con Santo Stefano là một đô thị ở tỉnh Varese trong vùng Lombardia, có cự ly khoảng 40 km về phía tây bắc của Milan và khoảng 11 km về phía nam của Varese. Tại thời điểm ngày 31 tháng 12 năm 2004, đô thị này có dân số 4.370 người và diện tích là 2,7 km².
Oggiona con Santo Stefano giáp các đô thị: Carnago, Cassano Magnago, Cavaria con Premezzo, Jerago con Orago, Solbiate Arno.